# Championnat du Lesotho de football 2020-2022
Navigation
Édition précédente Édition suivante
La saison 2020-2022 du Championnat du Lesotho de football est la cinquante-deuxième édition du championnat de première division au Lesotho. Les seize équipes engagées sont regroupées au sein d'une poule unique où elles affrontent deux fois leurs adversaires, à domicile et à l'extérieur. En fin de saison, les deux derniers du classement sont relégués et remplacés par les deux meilleurs clubs de deuxième division.
Le Bantu Football Club est le tenant du titre.

## Déroulement de la saison
Après l'arrêt du championnat précédent à cause de la pandémie de Covid-19, il n'y a pas eu de relégation mais deux promotions, ce qui porte le championnat à seize équipes.
Le championnat débute le 12 décembre 2020, après la 4e journée, le 23 décembre 2020, le championnat est interrompu à cause de la pandémie de Covid-19.
En mars 2021, la reprise du championnat est incertaine, finalement la reprise a lieu le 15 mai 2021 mais lors de la 18e journée à la mi-juillet le championnat est de nouveau interrompu. Une reprise est prévue en décembre 2021.
Après quatre mois d'arrêt le championnat reprend le 27 novembre 2021 avec les matchs qui étaient en retard lors de l'arrêt du championnat, la 18e journée est terminée à la mi-décembre. Le calendrier normal reprendra le 15 janvier 2022 avec la 19e journée. La fin du championnat est prévue à la mi-mai 2022.

## Participants
- Lesotho Defence Force FC
- Likhopo FC
- FC Kick 4 Life
- Lesotho Correctional Services
- Matlama FC
- Linare FC
- LMPS FC
- Lioli FC
- Bantu FC
- Liphakoe FC
- Sefothafotha FC
- Lijabatho
- Lifofane
- Swallows Mazenod FC
- Manonyane FC - Promu de D2
- CCX FC - Promu de D2

## Compétition

### Classement
Le classement est établi sur le barème de points classique : victoire à 3 points, match nul à 1, défaite à 0.
| Rang | Équipe                        | Pts | J  | G  | N  | P  | Bp | Bc | Diff |
| ---- | ----------------------------- | --- | -- | -- | -- | -- | -- | -- | ---- |
| 1    | Matlama FC                    | 72  | 30 | 23 | 3  | 4  | 50 | 14 | +36  |
| 2    | Lesotho Defence Force FC      | 62  | 30 | 19 | 5  | 6  | 49 | 19 | +30  |
| 3    | Lesotho Correctional Services | 58  | 30 | 17 | 7  | 6  | 59 | 19 | +40  |
| 4    | Bantu FC T                    | 58  | 30 | 17 | 7  | 6  | 48 | 22 | +26  |
| 5    | Lioli FC                      | 53  | 30 | 15 | 8  | 7  | 34 | 17 | +17  |
| 6    | LMPS FC                       | 51  | 30 | 15 | 6  | 9  | 33 | 23 | +10  |
| 7    | Lijabatho                     | 48  | 30 | 13 | 9  | 8  | 42 | 30 | +12  |
| 8    | Linare FC                     | 48  | 30 | 13 | 9  | 8  | 37 | 27 | +10  |
| 9    | FC Kick 4 Life                | 43  | 30 | 12 | 7  | 11 | 23 | 30 | -7   |
| 10   | Liphakoe FC                   | 28  | 30 | 6  | 10 | 14 | 17 | 29 | -12  |
| 11   | Lifofane                      | 28  | 30 | 6  | 10 | 14 | 24 | 42 | -18  |
| 12   | CCX FC P                      | 27  | 30 | 5  | 12 | 13 | 24 | 40 | -16  |
| 13   | Manonyane FC P                | 27  | 30 | 6  | 9  | 15 | 25 | 49 | -24  |
| 14   | Swallows Mazenod FC           | 23  | 30 | 6  | 5  | 19 | 24 | 50 | -26  |
| 15   | Likhopo FC                    | 19  | 30 | 3  | 10 | 17 | 20 | 54 | -34  |
| 16   | Sefothafotha FC               | 12  | 30 | 1  | 9  | 20 | 15 | 59 | -44  |

|  | Retrait du championnat en fin de saison                                                 |
|  | T : Tenant du titre C : Vainqueur de la Coupe du Lesotho P : Promu de deuxième division |

- FC Kick 4 Life se retire de la compétition en fin de saison, pour se consacrer au football féminin et jeunes[4].

## Bilan de la saison
| Championnat du Lesotho de football 2020-2022                        |                        |
| Champion                                                            | Matlama FC (11e titre) |
| Qualifications continentales                                        |                        |
| Ligue des champions de la CAF 2022-2023                             | Matlama FC             |
| Coupe de la confédération 2022-2023                                 | aucun                  |
| Promotions et relégations                                           |                        |
| Promus en Championnat du Lesotho de football                        | Galaxy                 |
| Promus en Championnat du Lesotho de football                        | Machokha               |
| Relégués en Championnat du Lesotho de football de deuxième division | Likhopo FC             |
| Relégués en Championnat du Lesotho de football de deuxième division | Sefothafotha FC        |